# Charles Thias
Charles Henry Robert Thias (ur. 115 listopada 1879 w Illinois, prawdopodobnie w Chicago, zm. 19 listopada 1922 w San Francisco) – amerykański przeciągacz liny, brązowy medalista igrzysk olimpijskich.
Był zawodnikiem klubu Southwest Turnverein z Saint Louis, który podczas igrzysk olimpijskich 1904 wystawił dwie pięcioosobowe drużyny w przeciąganiu liny. Thias jako reprezentant drugiego zespołu zdobył brązowy medal po porażce w pojedynku o 2. miejsce z pierwszym zespołem klubu z Saint Louis i wygranej rywalizacji o 3. miejsce z zawodnikami klubu New York Athletic Club.